# Hans-Werner Sahm
Hans-Werner Sahm (* 24. Mai 1943 in Litzmannstadt, Wartheland; † 6. November 2020 in Bidingen) war ein deutscher Maler. Er ist vor allem bekannt für seine surrealen Landschaftsbilder.

## Leben
Hans-Werner Sahm wuchs in Seeg im Allgäu auf. Nach einiger Zeit im Gymnasium in München erlernte er den Beruf des Tiefdruckretuscheurs und besuchte die Akademie für das Graphische Gewerbe in München.
Ab 1969 arbeitete er in einem Forschungsinstitut als diplomierter Dokumentar. Als Ausgleich ging Sahm dabei seinem Hobby, dem Drachenfliegen nach. Er selbst beschreibt seine Motivation dafür wie folgt: „Das war ein Symbol für meinen Wunsch nach Freiheit. Ich wollte ausbrechen in neue Welten des Erlebens.“
Schon seit er jung war, malte Sahm – später kam das Saxophonspielen hinzu. 1978 kündigte er seine Tätigkeit in der Druckerei und konzentrierte sich auf sein künstlerisches Schaffen.
Der deutsche Fantasy-Autor Harald Evers wurde von einem von Sahms Werken zu seiner Höhlenweltsaga inspiriert. Auch andere Sahm-Bilder dienten ihm später als Inspirationen für Schauplätze seiner Geschichten. Mehrere Romane der Buchreihe wurden mit Bildern von Sahm als Umschlagsillustrationen versehen.

## Bildbände
- Hans-Werner Sahms Reise ins Licht,  Grafing: Aquamarin-Verl., 2005, ISBN 3-89427-285-6
- Lichtwelten, Bd. 1  Aquamarin; Auflage: 3, 1999, ISBN 3-922936-80-6
- Lichtwelten, Bd. 2, Aquamarin; 1997, ISBN 3-89427-099-3

## Auszeichnungen
- 1982: Bürgerförderpreis der Stadt Marktoberdorf[4]
- 1985: Johann-Georg-Fischer-Preis der Stadt Marktoberdorf[4]